# Chris Hoy
Sir Christopher Andrew Hoy, MBE, detto Chris (Edimburgo, 23 marzo 1976), è un ex pistard britannico, vincitore di sei ori olimpici e di undici titoli mondiali.

## Carriera
I sei ori olimpici ottenuti in carriera, uno ad Atene 2004, tre a Pechino 2008 e due a Londra 2012, lo rendono lo sportivo scozzese più titolato a livello olimpico nonché il secondo britannico più titolato dietro a Jason Kenny.

## Palmarès
- 1997

2ª prova Coppa del mondo, Velocità a squadre (Fiorenzuola, con Craig MacLean e Craig Percival)
- 1999

1ª prova Coppa del mondo, Velocità a squadre (Fiorenzuola, con Craig MacLean e Jason Queally)
1ª prova Coppa del mondo, Velocità a squadre (Messico, con Craig MacLean e Jason Queally)
Campionati europei, Velocità a squadre Under 23 (con Craig MacLean e Jason Queally)
- 2000

Campionati britannici, Velocità a squadre (con Craig MacLean e James Taylor)
- 2001

1ª prova Coppa del mondo, Chilometro (Cali)
Campionati britannici, Velocità a squadre (con Jason Queally e James Taylor)
- 2002

2ª prova Coppa del mondo, Chilometro (Sydney)
2ª prova Coppa del mondo, Velocità a squadre (Sydney, con Alwyn McMath e Andy Slater)
Giochi del Commonwealth, Chilometro
Campionati del mondo, Chilometro
Campionati del mondo, Velocità a squadre (con Craig MacLean e Jamie Staff)
Campionati britannici, Velocità a squadre (con Craig MacLean e Jason Queally)
- 2003

2ª prova Coppa del mondo, Chilometro (Città del Capo)
2ª prova Coppa del mondo, Velocità a squadre (Città del Capo, con Jason Queally e Jamie Staff)
Campionati britannici, Velocità a squadre (con Craig MacLean e Jason Queally)
- 2004

3ª prova Coppa del mondo, Velocità a squadre (Manchester, con Craig MacLean e Jamie Staff)
4ª prova Coppa del mondo, Chilometro (Sydney)
4ª prova Coppa del mondo, Velocità a squadre (Sydney, con Craig MacLean e Jamie Staff)
Campionati del mondo, Chilometro
Giochi olimpici, Chilometro
- 2005

3ª prova Coppa del mondo 2004-2005, Chilometro (Manchester)
3ª prova Coppa del mondo 2004-2005, Velocità a squadre (Manchester, con Craig MacLean e Jason Queally)
Campionati del mondo, Velocità a squadre (con Craig MacLean e Jason Queally e Jamie Staff)
Campionati britannici, Chilometro
2ª prova Coppa del mondo 2005-2006, Chilometro (Manchester)
2ª prova Coppa del mondo 2005-2006, Velocità a squadre (Manchester, con Ross Edgar e Craig MacLean)
- 2006

Giochi del Commonwealth, Velocità a squadre (con Ross Edgar e Craig MacLean)
Campionati del mondo, Chilometro
Campionati britannici, Chilometro
Campionati britannici, Velocità a squadre (con Craig MacLean e Jason Queally)
1ª prova Coppa del mondo 2006-2007, Chilometro (Sydney)
1ª prova Coppa del mondo 2006-2007, Chilometro (Sydney, con Ross Edgar e Craig MacLean)
- 2007

3ª prova Coppa del mondo 2006-2007, Keirin (Los Angeles)
3ª prova Coppa del mondo 2006-2007, Velocità a squadre (Los Angeles, con Matthew Crampton e Jamie Staff)
4ª prova Coppa del mondo 2006-2007, Chilometro (Manchester)
4ª prova Coppa del mondo 2006-2007, Velocità a squadre (Manchester, con Ross Edgar e Craig MacLean)
Campionati del mondo, Keirin
Campionati del mondo, Chilometro
Campionati britannici, Velocità a squadre (con Ross Edgar e Marco Librizzi)
1ª prova Coppa del mondo 2007-2008, Keirin (Sydney)
2ª prova Coppa del mondo 2007-2008, Keirin (Pechino)
- 2008

4ª prova Coppa del mondo 2007-2008, Keirin (Copenaghen)
Campionati del mondo, Velocità
Campionati del mondo, Keirin
Giochi olimpici, Velocità a squadre (con Jason Kenny e Jamie Staff)
Giochi olimpici, Keirin
Giochi olimpici, Velocità
- 2009

5ª prova Coppa del mondo 2008-2009, Keirin (Copenaghen, con Jason Kenny e Jamie Staff)
Campionati britannici, Velocità
Campionati britannici, Velocità a squadre (con Jason Kenny e Jamie Staff)
Campionati britannici, Keirin
1ª prova Coppa del mondo 2009-2010, Velocità (Manchester)
1ª prova Coppa del mondo 2009-2010, Velocità a squadre (Manchester, con Ross Edgar e Jamie Staff)
1ª prova Coppa del mondo 2009-2010, Keirin (Manchester)
- 2010

Campionati del mondo, Keirin
Campionati britannici, Velocità a squadre (con Matthew Crampton e Jason Kenny)
1ª prova Coppa del mondo 2010-2011, Keirin (Melbourne)
1ª prova Coppa del mondo 2010-2011, Velocità a squadre (Melbourne, con Matthew Crampton e Jason Kenny)
- 2011

4ª prova Coppa del mondo 2010-2011, Keirin (Manchester)
Campionati britannici, Velocità
Campionati britannici, Velocità a squadre (con Jason Kenny e Jason Queally)
Campionati britannici, Keirin
1ª prova Coppa del mondo 2011-2012, Velocità (Astana)
- 2012

4ª prova Coppa del mondo 2011-2012, Keirin (Londra)
4ª prova Coppa del mondo 2011-2012, Velocità (Londra)
Campionati del mondo, Keirin
Giochi olimpici, Velocità a squadre (con Philip Hindes e Jason Kenny)
Giochi olimpici, Keirin

### Altri successi
- 2007

Classifica generale Coppa del mondo 2006-2007, Chilometro
- 2008

Classifica generale Coppa del mondo 2007-2008, Keirin

## Piazzamenti

### Competizioni mondiali
- Campionati del mondo

Berlino 1999 - Velocità a squadre: 2º
Manchester 2000 - Velocità: ?
Manchester 2000 - Velocità a squadre: 2º
Anversa 2001 - Velocità a squadre: 3º
Copenaghen 2002 - Chilometro: vincitore
Copenaghen 2002 - Velocità a squadre: vincitore
Stoccarda 2003 - Chilometro: 4º
Stoccarda 2003 - Velocità a squadre: 3º
Melbourne 2004 - Chilometro: vincitore
Melbourne 2004 - Velocità a squadre: 3º
Los Angeles 2005 - Chilometro: 3º
Los Angeles 2005 - Velocità a squadre: vincitore
Bordeaux 2006 - Chilometro: vincitore
Bordeaux 2006 - Velocità a squadre: 2º
Palma di Maiorca 2007 - Chilometro: vincitore
Palma di Maiorca 2007 - Velocità a squadre: 2º
Palma di Maiorca 2007 - Keirin: vincitore
Manchester 2008 - Velocità: vincitore
Manchester 2008 - Velocità a squadre: 2º
Manchester 2008 - Keirin: vincitore
Ballerup 2010 - Velocità: 6º
Ballerup 2010 - Velocità a squadre: 3º
Ballerup 2010 - Keirin: vincitore
Apeldoorn 2011 - Velocità a squadre: 2º
Apeldoorn 2011 - Velocità: 2º
Apeldoorn 2011 - Keirin: 2º
Melbourne 2012 - Velocità a squadre: 15º
Melbourne 2012 - Velocità: 3º
Melbourne 2012 - Keirin: vincitore
- Giochi olimpici

Sydney 2000 - Keirin: non classificato
Sydney 2000 - Velocità a squadre: 2º
Atene 2004 - Chilometro: vincitore
Atene 2004 - Velocità a squadre: 5º
Pechino 2008 - Velocità: vincitore
Pechino 2008 - Keirin: vincitore
Pechino 2008 - Velocità a squadre: vincitore
Londra 2012 - Velocità a squadre: vincitore
Londra 2012 - Keirin: vincitore
- Giochi del Commonwealth

Manchester 2002 - Chilometro: vincitore
Manchester 2002 - Velocità a squadre: 3º
Melbourne 2006 - Chilometro: 3º
Melbourne 2006 - Velocità a squadre: vincitore

## Onorificenze

### Riconoscimenti
- Sportivo dell'anno della BBC nel 2008
- Laurea honoris causa in scienze attribuita dall'Università di Edimburgo nel 2005
- Laurea honoris causa in scienze attribuita dall'Università di St Andrews nel 2009
- Inserito nella University Sports Hall of Fame di Edimburgo nel 2009